# Indivior
Indivior PLC ist ein britisches Pharmaunternehmen mit Sitz in Slough, Vereinigtes Königreich. Das Unternehmen wurde im Jahr 2014 als Abspaltung von Reckitt Benckiser gegründet und ist auf die Entwicklung und Vermarktung von Medikamenten zur Behandlung von Opioidabhängigkeit spezialisiert.

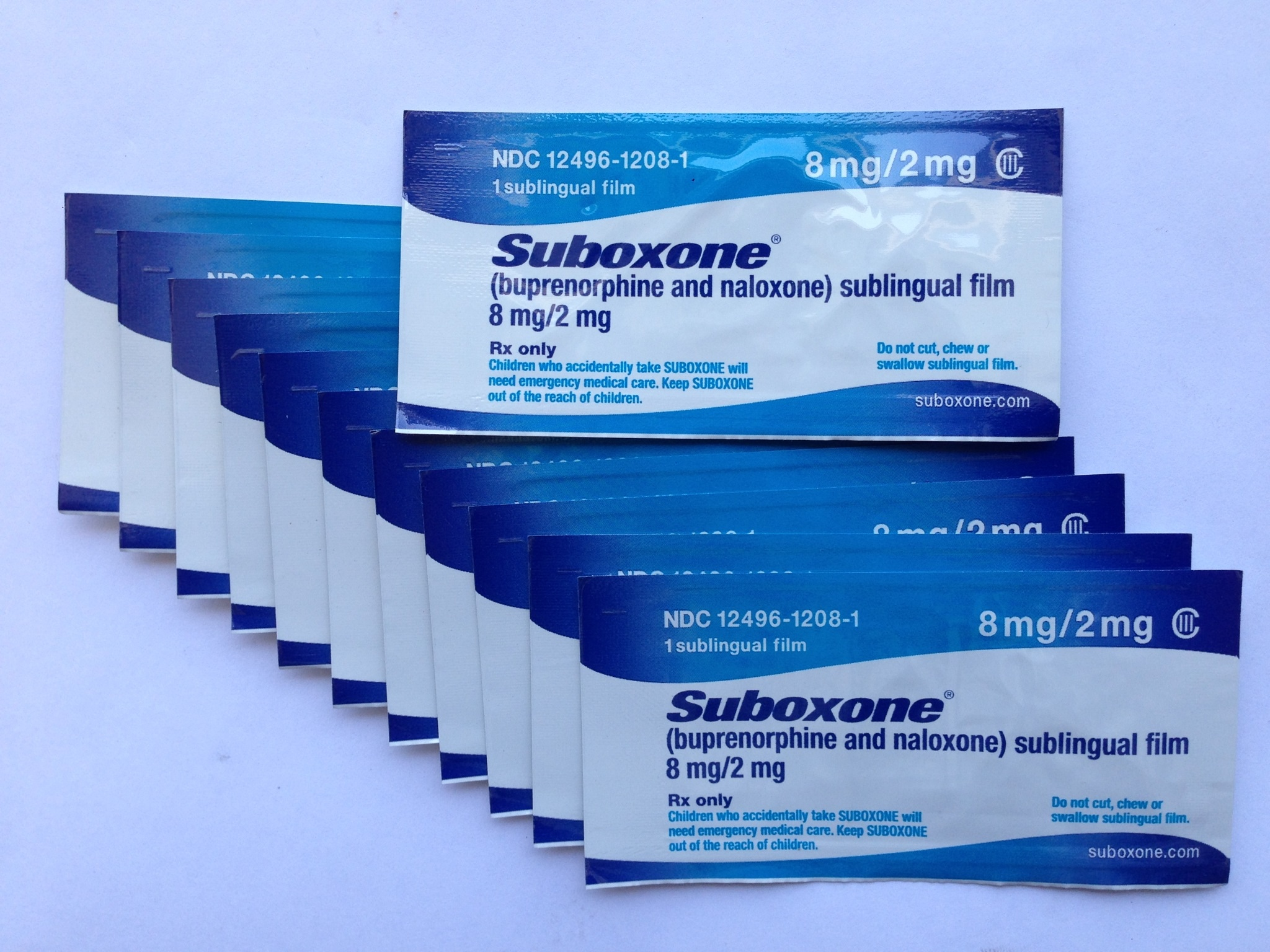
Arzneimittel Suboxone

## Geschichte
Indivior wurde 2014 als eigenständiges Unternehmen von Reckitt Benckiser abgespalten, einem multinationalen Konsumgüterhersteller. Vor der Abspaltung war Indivior der Geschäftsbereich von Reckitt Benckiser, der für die Herstellung und Vermarktung von Opioidabhängigkeitsmedikamenten verantwortlich war.

## Geschäftsbereiche
Indivior ist auf die Entwicklung und Vermarktung von Medikamenten zur Behandlung von Opioidabhängigkeit spezialisiert. Zu den bekanntesten Produkten des Unternehmens gehört Suboxone (Buprenorphin/Naloxon), ein Medikament zur Substitutionstherapie bei Opioidabhängigkeit.

## Engagement in der Suchtforschung
Das Unternehmen arbeitet eng mit führenden Experten auf dem Gebiet der Suchtforschung zusammen und engagiert sich in klinischen Studien, um die Wirksamkeit und Sicherheit seiner Medikamente zu überprüfen.